# Nebrius ferrugineus
Cá mập miệng bản lề màu hung (Nebrius ferrugineus) là một loài cá mập thảm thuộc họ Ginglymostomatidae và là loài duy nhất còn tồn tại của chi Nebrius.
Chúng được tìm thấy rộng rãi dọc theo các đường bờ biển ở khu vực Ấn Độ Dương - Thái Bình Dương, chúng sống ở]trong các rạn san hô, bãi bùn và các thảm cỏ từ vùng nước nông đến nơi có độ sâu 70 m (230 ft). Với thân hình trụ, đầu rộng và dẹt, cá mập miệng bản lề màu hung có cấu tạo khá giống với cá mập miệng bản lề (Glymostoma cirratum) chủ yếu phân bố ở Đại Tây Dương và Đông Thái Bình Dương. Tuy nhiên, vẫn có thể phân biệt với cá mập miệng bản lề bằng chiếc vây lưng nhọn và hẹp trong khi vây ngực có hình hình liềm. Chiều dài tối đa được ghi nhận của loài cá mập miệng bản lề màu hung là 3.2 m (10 ft).
Có thói quen sống về đêm, cá mập miệng bản lề màu hung có xu hướng dành cả ngày để nghỉ ngơi trong bầy đàn từ hai mươi cá thể trở lên trong các hang hoặc dưới các gờ đá. Vào ban đêm, chúng sẽ bơi đi săn. Thực đơn chủ yếu của loài này bao gồm bạch tuộc, mặc dù chúng cũng ăn các sinh vật không xương sống khác, cá xương nhỏ hay thậm chí là rắn biển. Chúng có hiện tượng noãn thai sinh, nghĩa là chúng sinh ra con non chưa thành thục nở ra từ nang trứng bên trong cơ thể con mẹ. Chúng là loài cá mập thảm duy nhất có phôi thai ăn các nang trứng khác khi còn ở trong tử cung. Một lứa có thể có thể sinh một hoặc hai con, dựa trên kích thước của phôi thai sắp sinh.
So với cá mập miệng bản lề, cá mập miệng bản lề màu hung ít hung hăng hơn và thường cho phép các thợ lặn chạm vào hoặc tiếp xúc với chúng. Tuy nhiên, điều này cũng cần phải thận trọng do chúng cũng có bộ hàm khỏe và hàm răng sắc nhọn. Loài này được đánh bắt cho mục đích thương mại chủ yếu để lấy thịt, vây, dầu gan, da và để xay bột. Chúng cũng được dùng cho mục đích câu cá thể thao ở khu vực ngoài khơi Queensland, Australia. Được biết đến với thói quen khạc nước vào mặt những kẻ cố gắng đánh bắt chúng. Liên minh Bảo tồn Thiên nhiên Quốc tế (IUCN) đã xếp loài cá mập miệng bản lề màu hung vào loại sắp nguy cấp, với các quần thể con ở một số khu vực đã bị suy giảm về số lượng hoặc đã biến mất.

## Phân loại và phát sinh loài

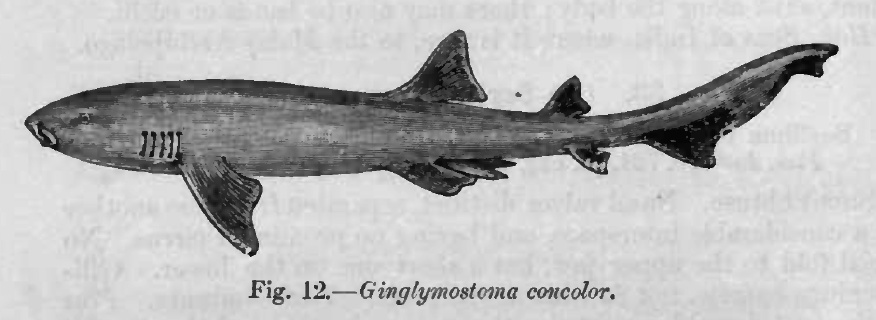
Hình minh họa ban đầu về một con cá mập miệng bản lề màu hung từ cuốn sách Hệ động vật của Ấn Độ thuộc Anh (1889).

Cá mập miệng bản lề hung lần đầu tiên được mô tả bởi nhà tự nhiên học người Pháp René-Primevère Lesson với danh pháp khoa học là Scyllium ferrugineum, dựa trên một mẫu vật dài 1.4m từ New Guinea. Một tài liệu ghi chép ngắn của ông được xuất bản năm 1831 trên tạp chí Voyage au tour du monde, sur la corvette La Coquille. Một mô tả chi tiết hơn, cùng với hình minh họa, được một nhà tự nhiên học người Đức Eduard Rüppell xuất bản năm 1837 với danh pháp khoa học là Nebrius concolor, dựa trên một mẫu vật từ biển Đỏ. Cả hai tên đều được sử dụng, thường được phân vào những chi riêng biệt (Ginglymostoma và Nebrius), cho đến khi Leonard Compagno phát hiện ra đây là những danh pháp đồng nghĩa vào năm 1984. Compagno nhận ra rằng sự khác biệt về hình dạng răng được sử dụng để tách các loài này là kết quả của sự khác biệt về độ tuổi, với N. concolor đại diện cho các cá thể trẻ hơn.
Tên chi Nebrius có nguồn gốc từ tiếng Hy Lạp từ chữ nebris hoặc nebridos, có nghĩa là da của một chú gà con. Cái tên ferrugineus trong tiếng Latin có nghĩa là "màu gỉ sắt". Các tên thường gọi khác của loài này bao gồm giant sleeping shark (cá mập ngủ khổng lồ), Madame X (tên do ngư dân đánh cá mập Norman Caldwell đặt ra vào những năm 1930 cho các mẫu vật tại Úc khi đó chưa được xác định), cá mập y tá (nurse shark), cá mập mèo gỉ (rusty catshark), cá mập gỉ (rusty shark), cá mập ngủ (sleepy shark), cá mập khạc (spitting shark), và cá mập hung (tawny shark). Dựa trên những điểm tương đồng về hình thái, Nebrius được cho là chi gần gũi với Glymostoma, cả hai đều được xếp vào một nhánh cũng chứa cá mập miệng bản lề đuôi ngắn (Pseudoglymostoma brevicaudatum), cá mập voi (Rhincodon typus) và cá mập vằn (Stegostoma Megatum).

## Phân bố và sinh cảnh
Cá mập miệng bản lề màu hung phân bố rộng rãi ở khu vực Ấn Độ Dương - Thái Bình Dương. Ở Ấn Độ Dương, chúng được tìm thấy từ khu vực KwaZulu-Natal, Nam Phi về phía bắc đến biển Đỏ, vịnh Ba Tư và Ấn Độ, bao gồm các đảo Madagascar, Mauritius, Quần đảo Chagos, Seychelles và Maldives. Ở tây Thái Bình Dương, chúng xuất hiện từ miền nam Nhật Bản và bờ biển Trung Quốc đến Philippines, Đông Nam Á, Indonesia và phía bắc của Australia. Ở khu vực trung tâm Thái Bình Dương, chúng được báo cáo là đã xuất hiện từ ngoài khơi New Caledonia, Samoa, Palau, Quần đảo Marshall và Tahiti. Hóa thạch răng thuộc loài này đã được tìm thấy ở Hệ tầng Pirabas ở phía bắc Brazil, có niên đại từ thời kỳ hạ Miocen (23 – 16 Ma). Sự hiện diện của những hóa thạch này chỉ ra rằng phạm vi của loài cá mập miệng bản lề màu hung đã từng mở rộng đến vùng biển nhiệt đới Đại Tây Dương, trước khi hình thành eo đất Panama.
Là loài sống ven bờ, cá mập miệng bản lề màu hung sinh sống ở các thềm lục địa và đáy biển trên các bãi cát hoặc thảm cỏ, cũng như dọc theo rìa ngoài của các rạn san hô hoặc rạn đá. Loài cá mập này có thể được tìm thấy ở những vùng sóng vỗ, thường ở vùng nước không đủ sâu để che thân của chúng. Chúng có thể lặn đến độ sâu tối đa là 70 m (230 ft) tại các rạn san hô. Phân bố phổ biến nhất ở độ sâu 5–30 m (16–98 ft). Cá mập con thường được tìm thấy ở các vũng cạn tại các đầm phá, trong khi cá mập trưởng thành có thể được bắt gặp ở nhiều môi trường sống khác nhau.

## Mô tả

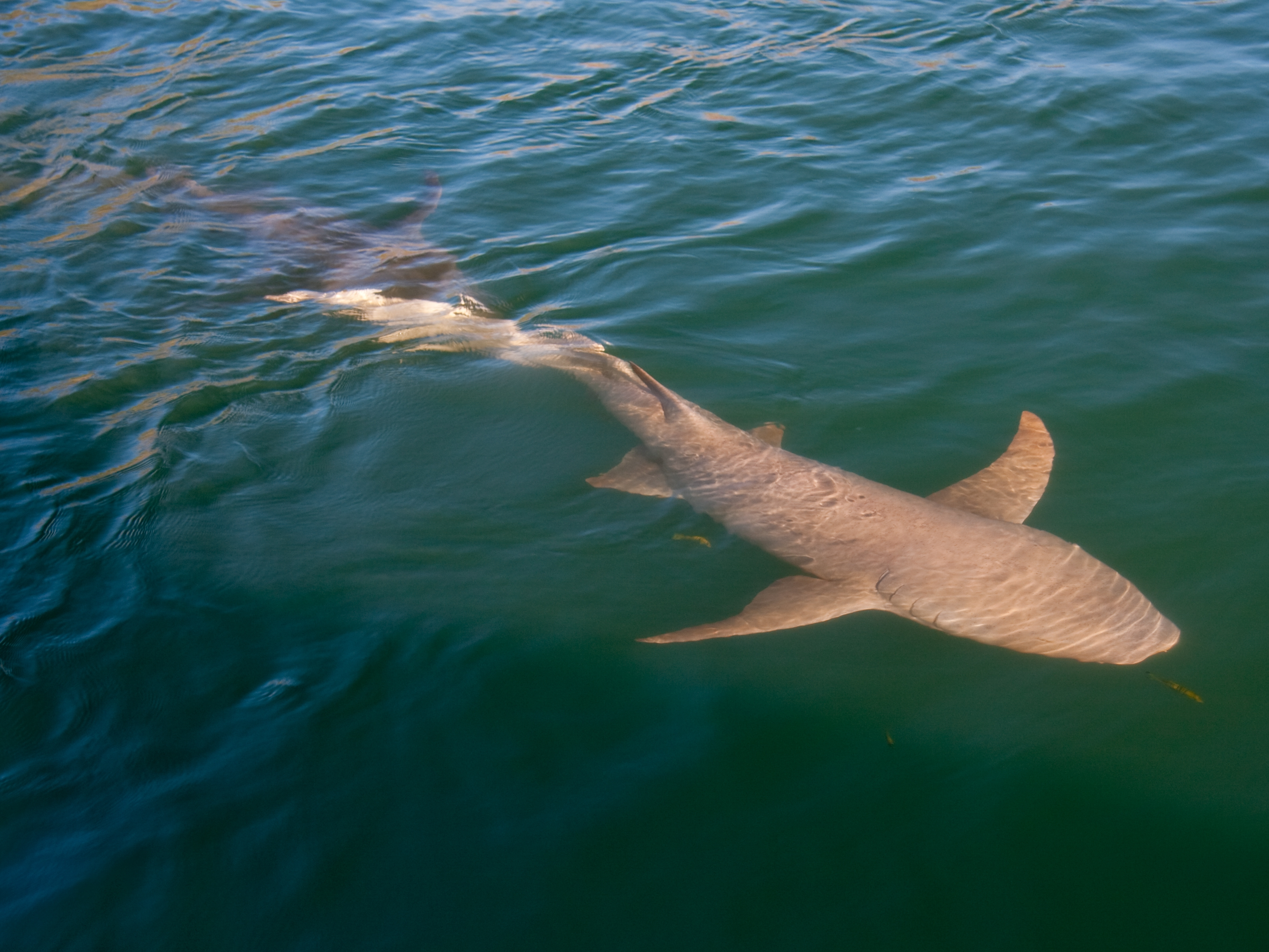
Vây ngực hình lưỡi liềm cá mập miệng bản lề màu hung là một trong những đặc điểm đặc trưng của chúng.

Cá mập miệng bản lề màu hung có thể đạt đến chiều dài tối đa là 3.2m. Chúng có cơ thể hình trụ, cứng cáp với đầu tròn và dẹt. Đôi mắt nhỏ ở hai bên đầu gần như đối diện nhau với phần gờ nổi bật ở phía trên và lỗ thở nhỏ hơn ở phía sau. Trước lỗ mũi có một đôi râu thon dài. Miệng nhỏ, với môi dưới chia thành ba thùy. Có 29 – 33 hàng răng ở hàm trên và 26 – 28 hàng răng ở hàm dưới, sắp xếp theo kiểu chồng chéo lên nhau với 2 – 4 hàng hàm ngoài cùng ngăn cách với phần còn lại bằng một khoảng hẹp. Mỗi chiếc răng có cấu tạo hình quạt, với phần gốc rộng vươn tới một đỉnh nhỏ, nhọn ở trung tâm với 3 hoặc nhiều hơn những chiếc chỏm nhỏ hơn ở hai bên. Khi cá mập già đi, răng trở nên cao và dày hơn. Các cặp khe mang thứ tư và thứ năm gần nhau hơn so với những cặp khác.
Các vây lưng và vây bụng có các góc cạnh. Vây lưng thứ nhất có kích thước lớn hơn vây thứ hai. Các vây ngực hẹp, nhọn, thuôn có hình lưỡi liềm. Đặc điểm này của chúng giúp phân biệt với loài cá mập miệng bản lề có ngoại hình tương tự. Phần gốc của vây lưng thứ nhất gần bằng với gốc của vây bụng, trong khi phần gốc của vây hậu môn thậm chí cùng hoặc hơi sau phần gốc của vây thứ hai. Vây đuôi có thùy trên nông và hầu như không có thùy dưới, chiếm khoảng một phần tư tổng chiều dài ở cá thể trưởng thành. Các răng giả dưới da có hình thoi, mang 4 – 5 đường gờ mờ tỏa ra từ một điểm cùn. Cá mập miệng bản lề màu hung có màu hơi vàng, đỏ nhẹ hoặc nâu xám ở trên và màu trắng nhạt ở dưới, và có khả năng thay đổi màu sắc để hòa hợp tốt hơn với môi trường sống. Cá mập con có mí mắt dưới màu trắng rõ rệt.
Nhiều con cá mập miệng bản lề màu hung được tìm thấy ngoài khơi bờ biển Nhật Bản, Đài Loan và quần đảo Okinawa mà không có vây lưng thứ hai. Sự biến đổi về ngoại hình này được cho là do những con cái mang thai đã tiếp xúc với nước có độ mặn hoặc nhiệt độ cao bất thường hay cũng có thể do tác động của con người. Năm 1986, một con đực trưởng thành dài 2.9 m bị mất cả vây lưng và bạch tạng một phần đã bị bắt ngoài khơi tỉnh Wakayama, Nhật Bản. Cá thể dị thường này là con cá mập bạch tạng lớn nhất được biết đến cho đến nay, đã sống sót trong tự nhiên một thời gian dài mặc dù không có lớp ngụy trang.

## Sinh học và môi trường sinh thái

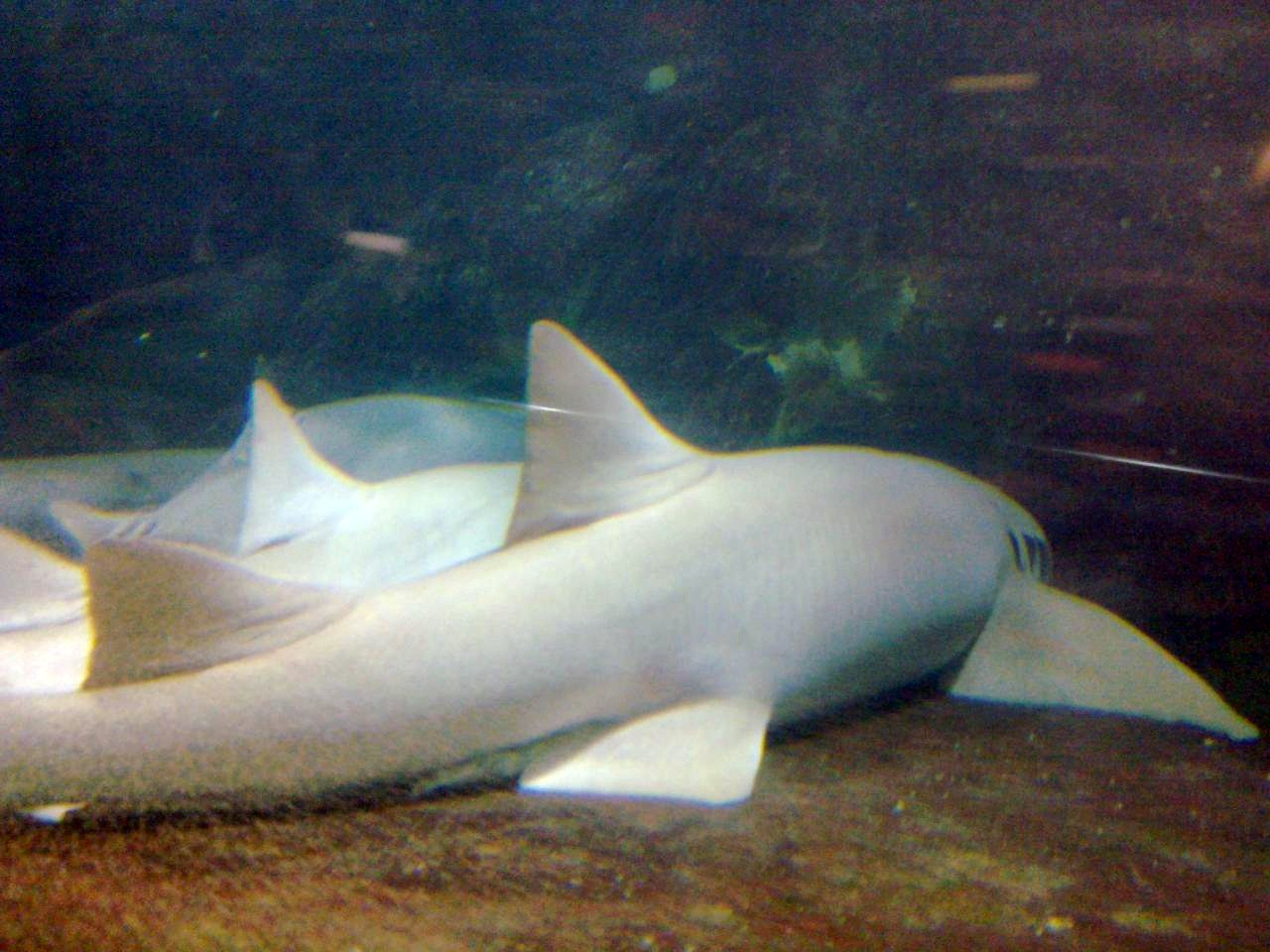
Cá mập miệng bản lề màu hung thường nghỉ ngơi tại nơi trú ẩn vào ban ngày.

Với hình dáng thuôn gọn hơn so với các loài cá mập miệng bản lề khác, cá mập miệng bản lề màu hung được cho là loài sinh vật đáy năng động hơn. Các đặc điểm về thân, đầu, vây và răng của chúng có thể so sánh với các loài cá mập rạn san hô đang hoạt động khác trong cùng phạm vi với chúng, chẳng hạn như loài cá mập chanh vây liềm (Negaprion acutidens). Cá mập miệng bản lề màu hung chủ yếu sống về đêm, mặc dù chúng được cho là hoạt động hàng giờ ngoài khơi Madagascar. Trong điều kiện nuôi nhốt, chúng sẽ hoạt động hàng ngày nếu được cho ăn. Vào ban ngày, các nhóm từ hai chục cá thể trở lên có thể được tìm thấy nghỉ ngơi bên trong các hang động và dưới các gờ đá, thường xếp chồng lên nhau. Mỗi cá thể có phạm vi nhà nhỏ và chúng sẽ quay trở lại nơi ở hằng ngày.
Cá mập miệng bản lề màu hung có rất ít thiên địch trong tự nhiên chủ yếu bao gồm cá mập bò (Carcharhinus leucas) và cá mập đầu búa (Sphyrna mokarran), trong khi họ hàng của chúng, cá mập miệng bản lề được biết đến là thức ăn của loài cá mập hổ (Galeocerdo cuvier) và cá mập chanh (Negaprion brevirostris). Các loài ký sinh trong cơ thể của loài này bao gồm năm loài sán dây trong chi Pedibothrium, chủ yếu phá hoại đường ruột hình xoắn ốc của cá mập.

### Thức ăn
Cá mập miệng bản lề màu hung là một trong số ít loài cá chuyên săn bạch tuộc. Các nguồn thức ăn khác của loài cá mập này bao gồm san hô, nhím biển, động vật giáp xác (cua và tôm hùm), mực, các loài cá nhỏ (cá đuôi gai, cá khế và cá dìa) hay thậm chí là rắn biển. Những con cá mập miệng bản lề màu hung khi đi săn thường bơi chậm ngay trên bề mặt đáy biển, thò đầu vào những chỗ trũng hoặc lỗ. Khi phát hiện thấy mồi, con cá mở rộng chiếc yết hầu to lớn của mình, tạo ra một áp lực âm cực mạnh hút con mồi vào miệng.

### Vòng đời
Mùa giao phối đối với cá mập miệng bản lề màu hung diễn ra từ khoảng tháng 7 đến tháng 8 ở ngoài khơi Madagascar. Những con cái trưởng thành có một buồng trứng và hai tử cung. Phôi sẽ nở bên trong tử cung. Trứng của loài này có hình củ hành, vỏ mỏng, màu nâu, trong mờ. Cá mập miệng bản lề hung là loài cá mập thảm duy nhất có hiện tượng ăn trứng: một khi các phôi thai đang phát triển cạn kiệt nguồn cung cấp noãn hoàng, chúng sẽ ăn trứng do con cái đẻ ra và có được đặc điểm phình to bụng ở các phôi thực bào. Không giống như ở cá nhám thu, trứng mà phôi lớn đã tiêu thụ có vỏ và có kích thước lớn chứ không loại nhỏ và không phát triển. Không có bằng chứng nào về việc ăn thịt đồng loại như ở cá mập hổ cát (Carcharias taurus).
Các nguồn khác nhau đã báo cáo về chiều dài lúc sinh từ 40 đến 80 cm (16 đến 31 in), với sự khác biệt về kích thước có thể phản ánh sự khác biệt về địa lý. Mặc dù con cái giải phóng tối đa bốn trứng đã thụ tinh vào mỗi tử cung, nhưng kích thước rất lớn của con cái sơ sinh cho thấy số lượng lứa có thể chỉ là một hoặc hai. Ở một con cái được kiểm tra có hai phôi cùng chung một tử cung, một phôi nhỏ hơn và mỏng hơn nhiều so với phôi còn lại, ngụ ý rằng sự cạnh tranh về kích thước có thể loại bỏ các anh chị em khác của nó. Con đực thành thục về tính dục có chiều dài trung bình khoảng 2.5m trong khi con cái có chiều dài 2.3-2.9m.

## Tác động đến con người

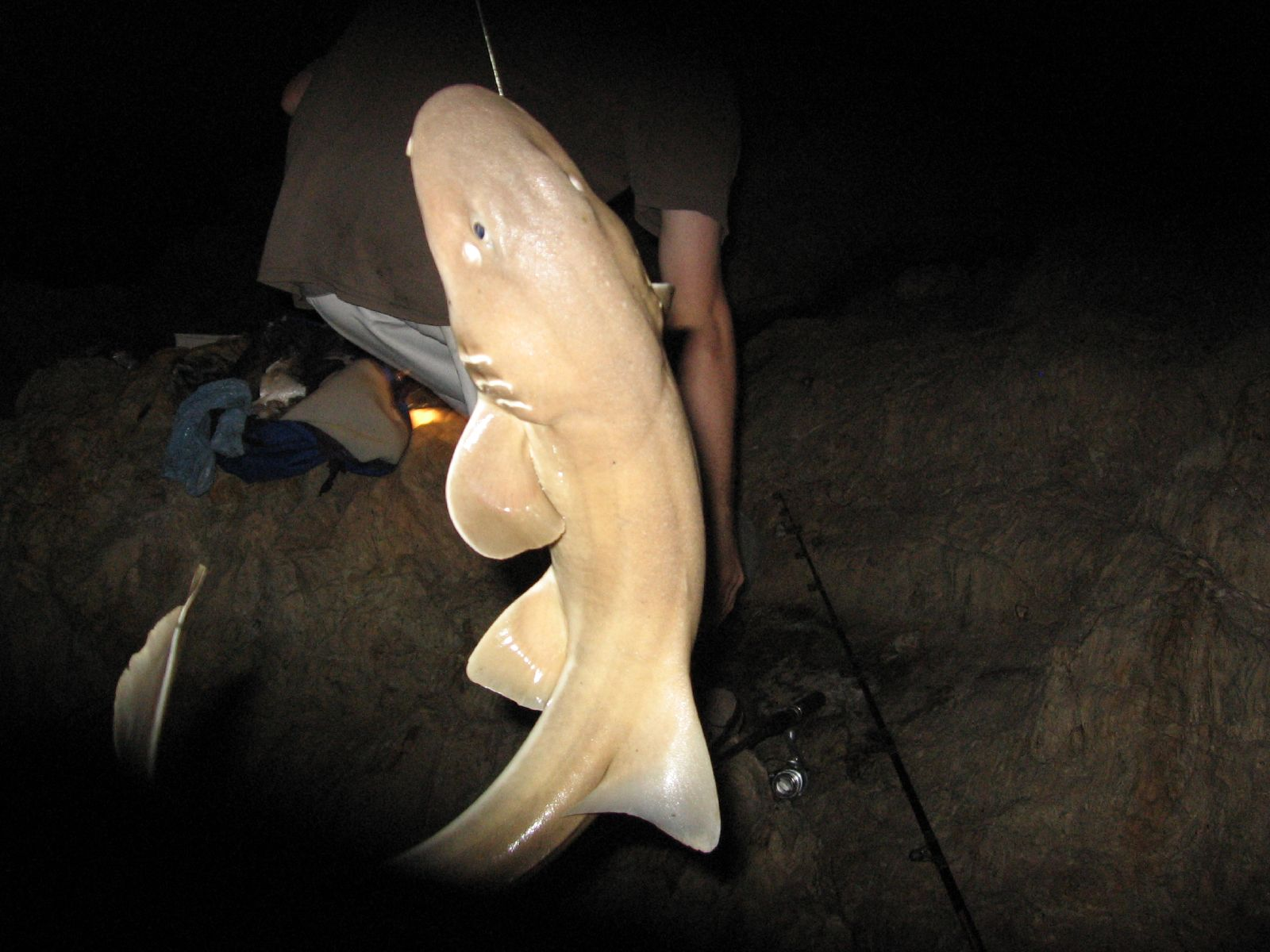
Một con cá mập miệng bản lề màu hung bị đánh bắt những người câu cá giải trí ngoài khơi Queensland.

Việc tiếp xúc với cá mập miệng bản lề màu hung dưới nước cho thấy thái độ ít hung hăng hơn so với cá mập miệng bản lề. Thông thường các thợ lặn có thể tiếp cận gần cá mập và thậm chí chạm vào và tiếp xúc với chúng mà không xảy ra sự cố. Tuy nhiên, loài này không thường xuyên bị khiêu khích để cắn nhưng vẩn phải cẩn trọng do chúng có sức mạnh, hàm răng nhỏ nhưng sắc nhọn và bộ hàm cực khỏe. Cá mập miệng bản lề màu hung là đối tượng tham quan ưa thích của các thợ lặn du lịch sinh thái ngoài khơi Thái Lan, quần đảo Solomon và các nơi khác. Loài này cũng thích nghi tốt với điều kiện nuôi nhốt và được trưng bày trong các thủy cung ở Châu Âu, Hoa Kỳ, Okinawa và Singapore, nơi chúng có thể trở nên đủ thuần phục để được cho ăn bằng tay. Một phụ nữ Úc đã bị cắn khi đang cho chúng ăn bằng tay vào năm 2018.
Cá mập miệng bản lề màu hung bị đánh bắt cho mục đích thương mại hoạt động trên khắp phạm vi phân bố của chúng, bao gồm ngoài khơi Pakistan, Ấn Độ, Thái Lan và Philippines. Loài cá mập này bị đánh bắt bằng cách dùng lưới kéo. Thịt của chúng được bán tươi hoặc sấy khô và ướp muối, vây dùng để nấu súp vi cá mập, và nội tạng được chế biến thành bột cá. Ngoài ra, gan là nguồn cung cấp dầu và vitamin, lớp da dày và dai được chế tạo thành các sản phẩm từ da. Ngoài khơi Queensland, Australia, cá mập miệng bản lề màu hung hung được những cần thủ đánh giá cao. Khi mắc câu, những cá thể to lớn là những đối thủ ngoan cường và khó bị khuất phục do thói quen quay cuồng. Chúng cũng có khả năng phun một tia nước cực mạnh vào mặt những kẻ cố gắng bắt chúng, liệu đây có phải là hành vi cố ý phòng thủ hay không thì không thể chắc chắn.
Liên minh Bảo tồn Thiên nhiên Quốc tế (IUCN) đã đánh giá loài cá mập miệng bản lề màu hung là loài sắp nguy cấp trên toàn thế giới, vì nó phải đối mặt với áp lực đánh bắt lớn và tỷ lệ sinh sản và phân tán đã hạn chế khả năng phục hồi của các quần thể bị khai thác quá mức. Hơn nữa, do tập tính sống quen bờ của loài cá mập này khiến nó dễ bị suy thoái về môi trường sống do các hoạt động đánh bắt hủy diệt (chất độc và chất nổ, đặc biệt phổ biến ở ngoài khơi Indonesia và Philippines), và sự quấy rối của con người. Sự suy giảm hoặc biến mất cục bộ của cá mập miệng bản lề màu hung đã được ghi nhận ở ngoài khơi Ấn Độ và Thái Lan. Chỉ tại nước Úc, loài này đã được đánh giá là ít có nguy cơ vì chúng không bị đánh bắt bởi các ngư dân.